# Чехов-8
Чехов-8 — открытый военный городок в городском округе Чехов Московской области.